# Macella margineguttata
Macella margineguttata là một loài bướm đêm trong họ Noctuidae.